# Nordreisa
Nordreisa (en sami septentrional: Nordreisa; en kven: Raisin, literalment «Reisa del Nord») és un municipi situat al comtat de Troms, Noruega. Té 4,896 habitants (2016) i la seva superfície és de 3,436.64 km².
El municipi duu el nom del Reisafjorden, el qual prové del riu que duu el nom del Reisaelva («riu Reisa»). El nom del riu deriva probablement de Risa, verb que significa «pujar», en referència a les inundacions. Es va afegir el primer element, Nord («nord»), per distingir el municipi de Sørreisa. El seu nom al principi va ser Nordreisen, però va ser canviat posteriorment a la forma actual.
El municipi comprèn la vall Reisadalen i el riu Reisaelva, així com espessos pinedes, i està envoltat de muntanyes nevades i alts altiplans. La majoria de la gent viu a Storslett, on el riu s'ajunta amb el Reisafjorden. El municipi compta amb un aeroport amb vols a Tromsø i diverses destinacions de Finnmark. La ruta europea E06 travessa la part nord del municipi.
El municipi de Nordreisa es va establir l'1 de gener de 1886, quan la part sud de Skjervøy (població: 1057) es va separar per formar el nou municipi. L'1 de gener de 1890, les granges de Trætten i Loppevolden (població: 32) van ser transferides a Nordreisa des de Skjervøy. La zona de Skjervøy a la part continental (població: 1556) va ser transferida a Nordreisa l'1 de gener de 1972, mentre que l'1 de gener de 1982 es va transferir la part sud d'Uløya (població: 128).

## Escut d'armes
L'escut d'armes és modern; se'ls hi va concedir el 21 de desembre de 1984. Els braços mostren dos salmons blancs sobre un fons verd. Va ser triat pel fet que el Reisaelva és un dels rius amb els millors salmons del país.

## Esglésies
L'Església de Noruega té una parròquia (sokn) dins del municipi de Nordreisa. És part del deganat de Nord-Troms a la Diòcesi de Nord-Hålogaland.
| Parròquia (Sokn) | Nom de l'església     | Localització de l'església | Any de construcció |
| ---------------- | --------------------- | -------------------------- | ------------------ |
| Nordreisa        | Església de Nordreisa | Storslett                  | 1856               |
| Nordreisa        | Capella de Rotsund    | Rotsund                    | 1932               |

## Història
La majoria dels habitants són descendents de colons procedents de Finlàndia que van arribar al segle xviii fugint de la fam i la guerra. Avui en dia, només unes poques persones de gran edat són capaces de parlar en finès. Altres habitants procedeixen de Noruega o tenen orígens sami, encara que avui dia el noruec és el més comunament utilitzat.
Queden pocs edificis antics a Nordreisa, a causa que pràcticament tot va ser destruït a principis del 1945 per les tropes alemanyes que es retiraven. Els dos principals atractius són l'antiga factoria de Havnnes, algunes pintoresques cases antigues que van escapar dels danys de guerra i la cascada de Mollisfossen, de 269 metres d'altura. La part més al sud del municipi pertany al Parc Nacional Reisa, amb boscos únics i vegetació d'altiplà.
En les eleccions municipals de 2007, Nordreisa va votar majoritàriament al Partit del Progrés, amb un 49,3% dels vots.

## Geografia
El municipi de Nordreisa es troba al voltant de la Reisafjorden i la vall de Reisadalen. El municipi també inclou la part sud de l'illa d'Uløya. El fiord de Lyngen es troba a l'extrem nord-oest del municipi. L'illa municipi de Skjervøy es troba al nord; Kvænangen i Kautokeino són a l'est; Finlàndia és cap al sud; i Gáivuotna-Kåfjord i Lyngen a l'oest. La gran muntanya Halti es troba a la part sud del municipi, prop del Parc Nacional Reisa.

## Clima
El clima de Nordreisa és força fred, amb temperatures que a l'hivern poden ser per sota de −20 °C.
| Dades climàtiques a Nordreisa            | Dades climàtiques a Nordreisa | Dades climàtiques a Nordreisa | Dades climàtiques a Nordreisa | Dades climàtiques a Nordreisa | Dades climàtiques a Nordreisa | Dades climàtiques a Nordreisa | Dades climàtiques a Nordreisa | Dades climàtiques a Nordreisa | Dades climàtiques a Nordreisa | Dades climàtiques a Nordreisa | Dades climàtiques a Nordreisa | Dades climàtiques a Nordreisa | Dades climàtiques a Nordreisa |
| Mes                                      | gen                           | febr                          | març                          | abr                           | maig                          | juny                          | jul                           | ag                            | set                           | oct                           | nov                           | des                           | anual                         |
| ---------------------------------------- | ----------------------------- | ----------------------------- | ----------------------------- | ----------------------------- | ----------------------------- | ----------------------------- | ----------------------------- | ----------------------------- | ----------------------------- | ----------------------------- | ----------------------------- | ----------------------------- | ----------------------------- |
| Màxima mitjana °C (°F)                   | −4.3 (24.3)                   | −3.6 (25.5)                   | −0.8 (30.6)                   | 3.5 (38.3)                    | 8.3 (46.9)                    | 13.3 (55.9)                   | 16.1 (61)                     | 14.6 (58.3)                   | 10.2 (50.4)                   | 4.4 (39.9)                    | −0.4 (31.3)                   | −3.1 (26.4)                   | 4.9 (40.8)                    |
| Mitjana diària °C (°F)                   | −8 (18)                       | −7.4 (18.7)                   | −4.6 (23.7)                   | −0.1 (31.8)                   | 5.1 (41.2)                    | 9.7 (49.5)                    | 12.6 (54.7)                   | 11.3 (52.3)                   | 6.8 (44.2)                    | 1.8 (35.2)                    | −3.5 (25.7)                   | −6.6 (20.1)                   | 1.4 (34.5)                    |
| Mínima mitjana °C (°F)                   | −12.2 (10)                    | −11.4 (11.5)                  | −8.8 (16.2)                   | −4 (25)                       | 1.3 (34.3)                    | 5.9 (42.6)                    | 8.7 (47.7)                    | 7.6 (45.7)                    | 3.5 (38.3)                    | −1.3 (29.7)                   | −6.9 (19.6)                   | −10.5 (13.1)                  | −2.3 (27.9)                   |
| Precipitació mitjana mm (polzades)       | 59 (2.32)                     | 50 (1.97)                     | 42 (1.65)                     | 34 (1.34)                     | 34 (1.34)                     | 45 (1.77)                     | 60 (2.36)                     | 64 (2.52)                     | 62 (2.44)                     | 80 (3.15)                     | 65 (2.56)                     | 67 (2.64)                     | 662 (26.06)                   |
| Mitjana de dies de pluja                 | 10.3                          | 9.8                           | 9.1                           | 7.8                           | 8.2                           | 9.8                           | 11.3                          | 11.4                          | 11.8                          | 12.6                          | 11.6                          | 11.3                          | 125.0                         |
| Font: Norwegian Meteorological Institute |                               |                               |                               |                               |                               |                               |                               |                               |                               |                               |                               |                               |                               |